# Eucypris virens
Eucypris virens är en kräftdjursart som först beskrevs av Louis Jurine 1820.
Eucypris virens ingår i släktet Eucypris och familjen Cyprididae. Inga underarter finns listade i Catalogue of Life.